# موسى العلاق
موسى العلاق، لاعب كرة قدم قطري .
لعب سابقاً في أندية قطر والغرافة و لخويا والخريطيات و مسيمير والشمال و البدع.
و هو يلعب مع منتخب قطر الأولمبي لكرة القدم، وقد حصل على لقب الهداف في كأس الخليج للمنتخبات الأولمبية 2008 برصيد 3 أهداف، مشتركا في ذلك مع يوسف السالم وحامد إسماعيل.